# Tomás Marco
Tomás Marco Aragón (ur. 12 września 1942 w Madrycie) – hiszpański kompozytor.

## Życiorys
Uczył się gry na skrzypcach i kompozycji w Madrycie, studiował też prawo i socjologię. Swoją edukację muzyczną uzupełniał u Pierre’a Bouleza i Karlheinza Stockhausena. W 1967 roku uczestniczył w Międzynarodowych Letnich Kursach Nowej Muzyki w Darmstadcie. W tym samym roku założył poświęcone muzyce współczesnej pismo „Sonda”, a także ugrupowanie Studio Nueva Generación.
Przez wiele lat był kierownikiem działu muzyki poważnej w Radio Nacional de España. W latach 1973–1976 wykładał historię muzyki na Universidad Nacional de Educación a Distancia. Nagrodzony Narodową Nagrodą Muzyczną (1969) i Złotą Harfą (1975). W 1976 roku za utwór Autodafé otrzymał I nagrodę na Międzynarodowej Trybunie Kompozytorów UNESCO w Paryżu.

## Wybrane kompozycje
(na podstawie materiałów źródłowych)

### Utwory orkiestrowe
- Los caprichos (1959–1967)
- Glasperlenspiel na orkiestrę kameralną (1963–1964)
- Vitral (Musica celestial No. 1) na organy i smyczki (1968)
- Anábasis (1968–1970)
- Mysteria na orkiestrę kameralną (1970–1971)
- Angelus novus (Hommage à Mahler) (1971)
- koncert skrzypcowy Les Mecanismes de la memoire (1971–1972)
- Concierto-Guadiana na gitarę i orkiestrę smyczkową (1973)
- Koncert wiolonczelowy (1974–1975)
- Autodafé na fortepian i 3 grupy orkiestrowe (1976)
- 5 symfonii (I Sinfonía Aralar 1976, II Espacio cenado 1985, III 1985, IV Espacio guebrado 1987, V  Modelos de Universe 1988–1989)
- Concierto del Alma na skrzypce i orkiestrę smyczkową (1982)
- Concerto austral na obój i orkiestrę (1982)
- Pulsar (1986)
- Koncert potrójny na skrzypce, wiolonczelę, fortepian i orkiestrę (1987)
- Settecento na fortepian i orkiestrę kameralną (1988)
- Campo de Estrellas (1989)
- Palacios de Alhambra na 2 fortepiany i orkiestrę (1992)

### Utwory kameralne
- Roulis-Tangage na trąbkę, wiolonczelę, gitarę, fortepian, wibrafon i 2 perkusje (1962–1963)
- Trivium na fortepian, tubę i perkusję (1963)
- Car en effet na 3 klarnety i 3 saksofony (1965)
- Schwan na trąbkę, puzon, altówkę, wiolonczelę i 2 perkusje (1966)
- Aura na kwartet smyczkowy (1968)
- Maya na wiolonczelę i fortepian (1968–1969)
- Rosa-Rosae na flet, klarnet, skrzypce i wiolonczelę (1969)
- Floreal na perkusję (1969)
- Kukukan na kwintet dęty (1969–1972)
- Albor na flet, klarnet, skrzypce, wiolonczelę i fortepian (1970)
- Miriada na gitarę i perkusję (1970)
- Necronomicon na 6 perkusji (1971)
- Jetztzeit na klarnet i fortepian (1971)
- Nuba na flet, obój, klarnet, skrzypce, wiolonczelę i perkusję (1973)
- Arcadia na instrumenty dęte i klawiszowe (1975)
- Akelarre na instrumenty dęte drewniane i taśmę (1976)
- Fandango na klarnet, puzon, wiolonczelę i fortepian (1980)
- Divanes y Quasidas na 9 instrumentów (1987)
- Espejo Desierto na kwartet smyczkowy (1987)
- Espejo de viento na 12 saksofonów (1989)

### Utwory fortepianowe
- Piraña (1965)
- Fétiches (1968)
- Evos (1970)

### Utwory wokalno-instrumentalne
- Jabberwocky na aktorów, tenora, saksofon, fortepian, 4 perkusje, taśmę, 6 odbiorników radiowych, światła i przeźrocza (1966)
- Anna Blume na 2 recytatorów, 5 instrumentów dętych i 2 perkusje (1967)
- Cantos del pozo artesiano na aktorkę, 3 zespoły kameralne i światła (1967)
- Tea Party na 4 solistów, klarnet, puzon, wiolonczelę i wibrafon (1969)
- L’Invitation au voyage na sopran, narratora ad libitum, 3 klarnety, fortepian i perkusję (1971)
- Ultramarina na sopran, klarnet, fortepian i perkusję (1975)
- Concierto Coral 1 na skrzypce i 2 grupy chóralne (1980)
- Concierto Coral 2: Espacio Sagrado na fortepian, chór i orkiestrę (1983)

### Balet
- Llanto par Ignacio Sanchez Mejias (1984–1985)

### Opery
- Selene (1973)